# Зімовка (Новосибірська область)
Зімовка (рос. Зимовка) — селище у Чулимському районі Новосибірської області Російської Федерації.
Входить до складу муніципального утворення Воздвиженська сільрада. Населення становить 17 осіб (2010).

## Історія
Згідно із законом від 2 червня 2004 року органом місцевого самоврядування є Воздвиженська сільрада.

## Населення
| 2002 | 2007 | 2010 |
| ---- | ---- | ---- |
| 96   | ↘50  | ↘17  |